# Olivia Henningsson
Olivia Louise Henningsson (ur. 12 grudnia 1997) – szwedzka zapaśniczka walcząca w stylu wolnym. Zajęła siódme miejsce na mistrzostwach Europy w 2022. Mistrzyni nordycka w 2018. Trzecia na ME juniorów w 2016 roku.